# Sam Liu
Sam Liu est un chef-animateur, dessinateur et concepteur de personnages sino-américain. Il est surtout connu pour avoir réalisé des films d'animation de superhéros de DC Comics et Warner Bros. Animation. Son compte des films tels All-Star Superman, Superman/Batman : Ennemis publics, Hulk Vs, Planet Hulk, Thor: Son of Asgard. Il a également co-réalisé avec Lauren Montgomery certaines œuvres telles Justice League: Crisis on Two Earths et Batman:Year One. Enfin, Liu a été concepteur de personnages pour Superman/Batman : Apocalypse.

## Biographie
Après avoir étudié l'illustration au Art Center College of Design, Sam commence à dessiner des comics à Image Comics. Il change de domaine et débute l'animation, réalisant Starship Troopers et Godzilla, la série pour Sony Animation. Plus tard, il travaille pour Sony Computer Entertainment pour concevoir des personnages pour la PlayStation. Il revient par la suite à l'animation et remporte un Emmy pour son travail sur la série d'animation Batman (2004) en 2006.
Depuis, Liu travaille sur plusieurs séries d'animation de Marvel Entertainment et Warner Bros. Animation. Parmi ses plus récentes œuvres, on compte Green Lantern (avec Bruce Timm) et Prenez garde à Batman ! (avec Glen Murakami).
Il est le réalisateur de La Ligue des justiciers : Dieux et Monstres ainsi que Justice League: Gods and Monsters Chronicles (en), écrites par Bruce Timm. Il a réalisé Batman: The Killing Joke et le film Superman: Red Son.